# Аркаде
Аркаде (итал. Arcade) — город и коммуна в Италии, располагается в провинции Тревизо области Венеция.
Население составляет 4500 человек, плотность населения составляет 688 чел./км². Занимает площадь 8 км². Почтовый индекс — 31030. Телефонный код — 00422.
Покровителем коммуны почитается святой Лаврентий, празднование 10 августа.